# Aliabad-e Basab
Aliabad-e Basab (perski: علي ابادبساب) – wieś w Iranie, w ostanie Jazd. W 2006 roku liczyła 44 mieszkańców w 21 rodzinach.